# Gutshaus Zettemin

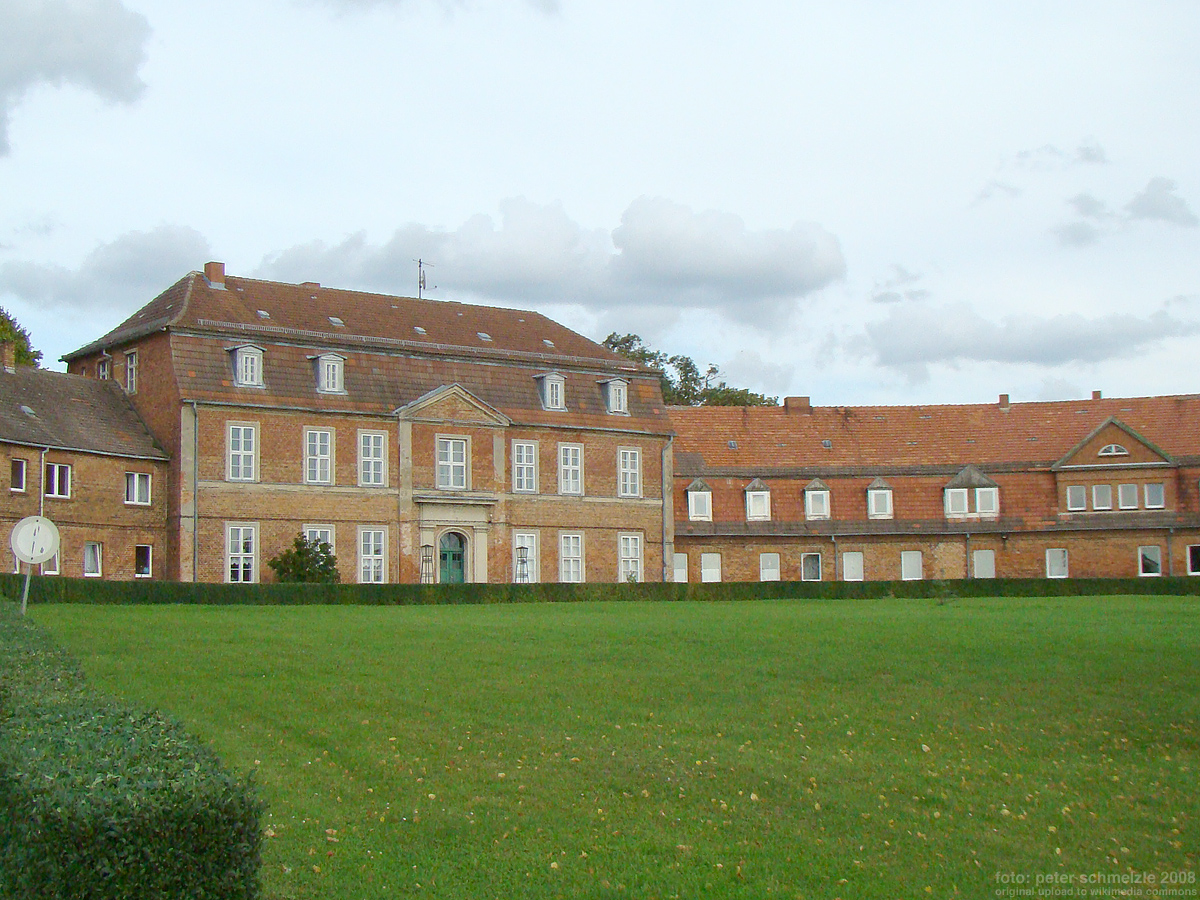
Gutshaus Zettemin

Das Gutshaus Zettemin, in der Literatur auch Schloss Zettemin genannt, ist ein denkmalgeschütztes Gebäude im Stil des späten Barock in Zettemin, einer Gemeinde im Landkreis Mecklenburgische Seenplatte (Mecklenburg-Vorpommern). Es steht im ebenso denkmalgeschützten Landschaftspark der in der ersten Hälfte des 19. Jahrhunderts nach Plänen von Peter Joseph Lenné angelegt wurde, die Strukturen des Parkes sind nicht erhalten. Das Gutshaus befand sich bis kurz vor Ausbruch des Zweiten Weltkrieges, als Enklave Vorpommerns auf dem Gebiet Mecklenburgs.

## Geschichte und Architektur

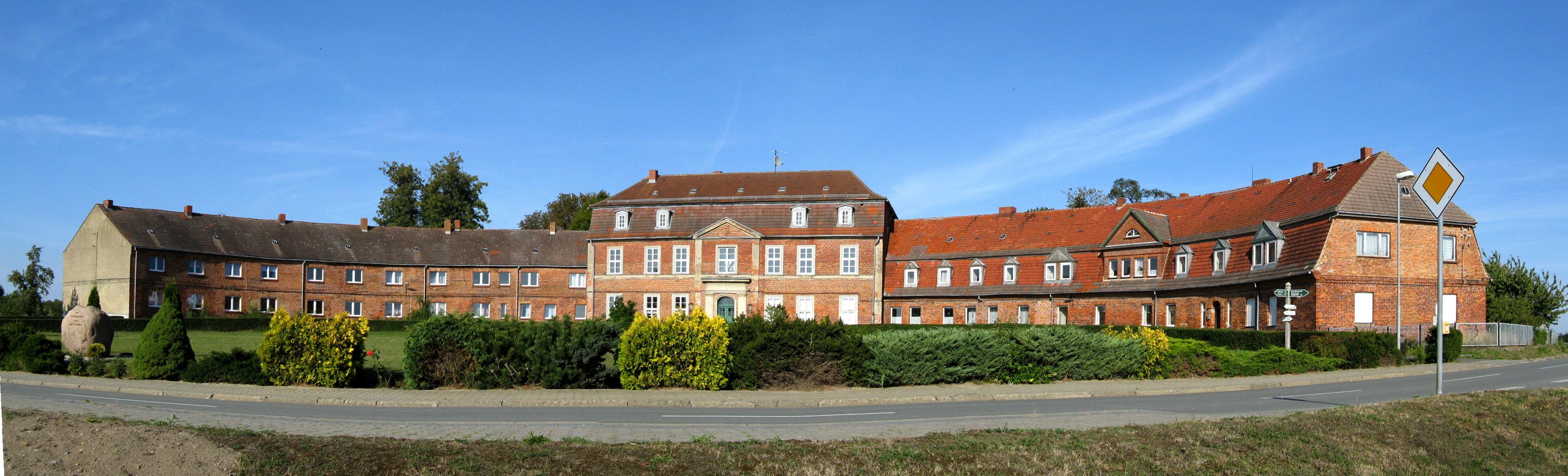
Gutshaus Zettemin Gesamtansicht

Das Dorf Zettemin wurde 1261 urkundlich erwähnt, durch die Anlage des Gutshofes im östlichen Bereich entwickelte es sich zu einem Gutsdorf.
Zunächst gab es im Ort eine starke Bauernschaft; im Zusammenhang mit dem Bau des Gutshauses kam es zur Neuordnung der Ackerflächen. Die Zetteminer Bauernstellen wurden „gelegt“, d. h. kamen in den Besitz des Großgrundbesitzers und die Bauern wurden zu Tagelöhnern auf dem Gutshof. Die Tagelöhnerkaten entlang der Dorfstraße erinnern an diese Zeit.
Etwa in der Mitte des 18. Jahrhunderts wurde der symmetrisch angelegte Komplex im späten Barockstil als zweigeschossiger siebenachsiger Mittelbau in Backstein errichtet. Der Mittelrisalit ist übergiebelt, das Haus mit einem Walmdach gedeckt, die eingeschossigen Nebenflügel schließen sich viertelkreisförmig an. Der halbrunde Gutsbau bestimmt das Dorfbild.
Das Gut gehörte dem Kloster Dargun, den Familien von Maltzahn mit mindestens neun Landhufen und ab 1852 von Heyden-Linden. Im 19. Jahrhundert kauften es die Grafen von Schwerin. 1914 war Marie Gräfin Schwerin, geborene Freiin von Werthern (1860–1948), die Gutsbesitzerin der 1070 ha. Sie war die Frau des Hermann Otto Louis Karl Graf von Schwerin. Er vereinte in äußert seltener Form die parallelen Funktionen eines Kommendator des Johanniterordens der Balley Brandenburg und eines Kommandeur das Ballei Utrecht des Deutschen Ordens. 1939 sind für den Gutsbereich Preußisch Wolde mit Vorwerk Marienhof 334 ha und für Anteile in Mecklenburg 274 ha ausgewiesen. Letzter Grundbesitzer war Georg Graf Schwerin (1886–1971), verheiratet mit Vera Graf Schwerin-Walsleben. Die Grafen von Schwerin wurden 1945, nach dem Ende des Zweiten Weltkrieges enteignet, in dieser Zeit wurden grundlegende Veränderungen an der Anlage vorgenommen, um es als Kinderkrippe und für Wohnzwecke nutzen zu können. Heute wird die Anlage bei teilweisem Leerstand für Wohnzwecke genutzt.